# JR西日本KiHa 122系柴聯車
KiHa122系柴聯車和127系柴聯車是由西日本旅客鐵道 （JR西日本）營運的柴聯車，使用於姫路站與上月站之間的姫新線，共有19辆车，包括7辆单節編組的KiHa 122系和6辆雙節編組的KiHa 127系。  試運轉于2008年9月下旬开始， 于2009年3月14日的改點开始正式服務。 此外越後心跳鐵道也使用本型車衍生之ET122型行駛日本海翡翠線。

## 設計
车身设计基于新型的JR西日本223系電聯車设计，提高了抗碰撞性能，塗裝方面基本上是未上漆的金屬原色，綴以黄色和红色的细条纹。 

### 主要機器
每輛車裝有一部小松製作所制造的SA6D140HE-2柴油引擎（出力450马力/2,100转/分），本型引擎配有增壓器與进气冷却装置，采用共轨燃油喷射，每气缸4个气门，减少了氮氧化合物（NOx）和颗粒物的排放。 
空调等設備的电源來自以引擎直接驅動的發電機（WDM112）和整流装置（WARS30、WARS31），可依需要提供四种电源：三相交流440 V·38 kVA、交流100 V·10 kVA、直流100 V·5 kW、直流24 V·2 kW。
空气压缩机采用了性能可靠的皮带驱动式（C600），並非採用曾使用於 Kiha 121系和Kiha 126系但發生故障的无皮带式傳動。
转向架採用锥形積層橡胶轴箱支持方式的无摇枕转向架。有兩軸驅動的動力轉向架（WDT65型）位於前端，后端為無動力轉向架（WTR248 型）。

制軔系统為每个转向架独立控制，是结合了引擎剎車與排气制动的电氣指令式空气制动。動軸為踏面制軔，從軸為踏面制軔併用碟式軔機。與Kiha 121系和Kiha 126系相較之下，還增加了防鎖死功能。

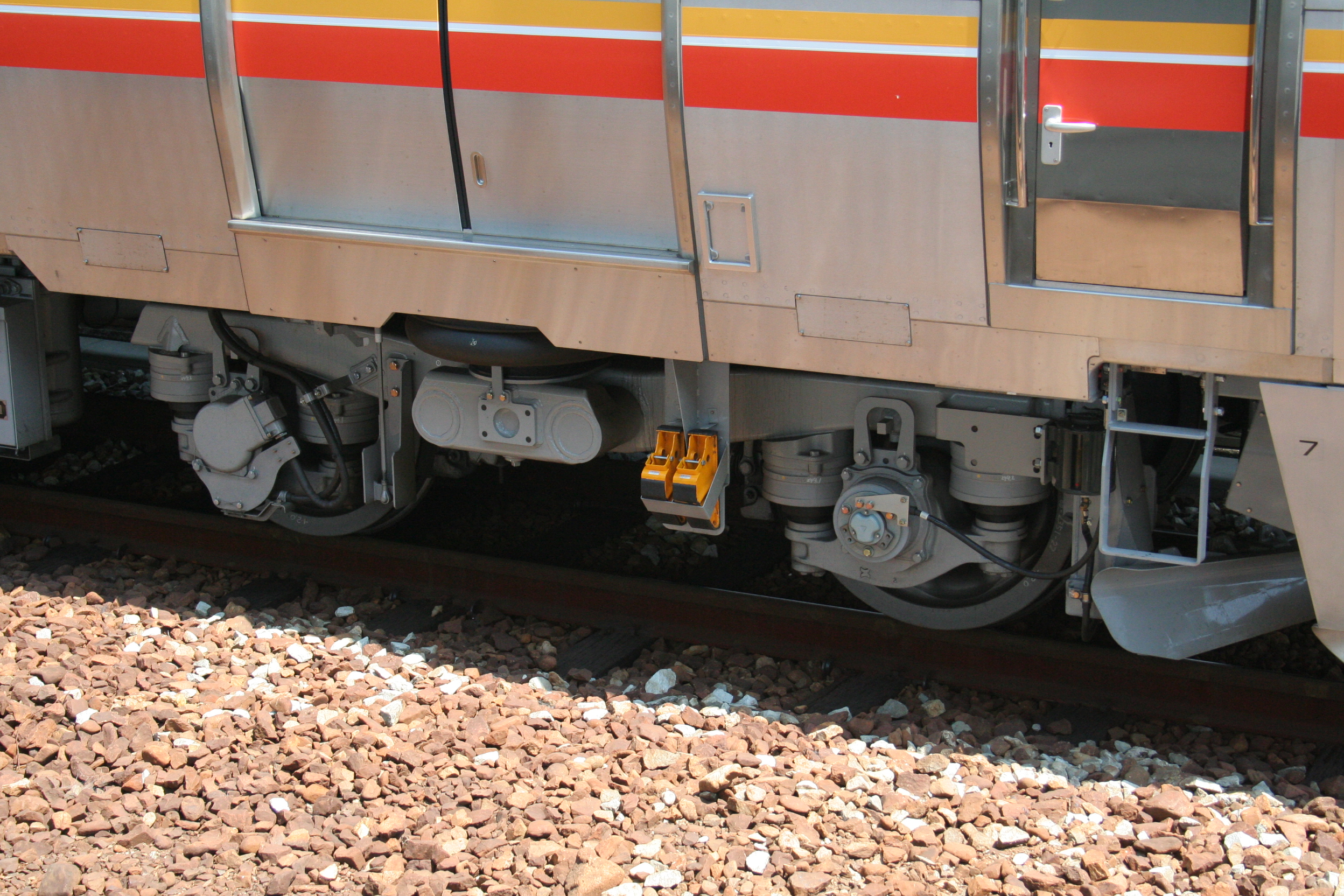
轉向架

## 内部
內裝採用2 + 1并排的可翻转座椅。盥洗室為無障礙設計，且車廂與月台之間為無階設計。 

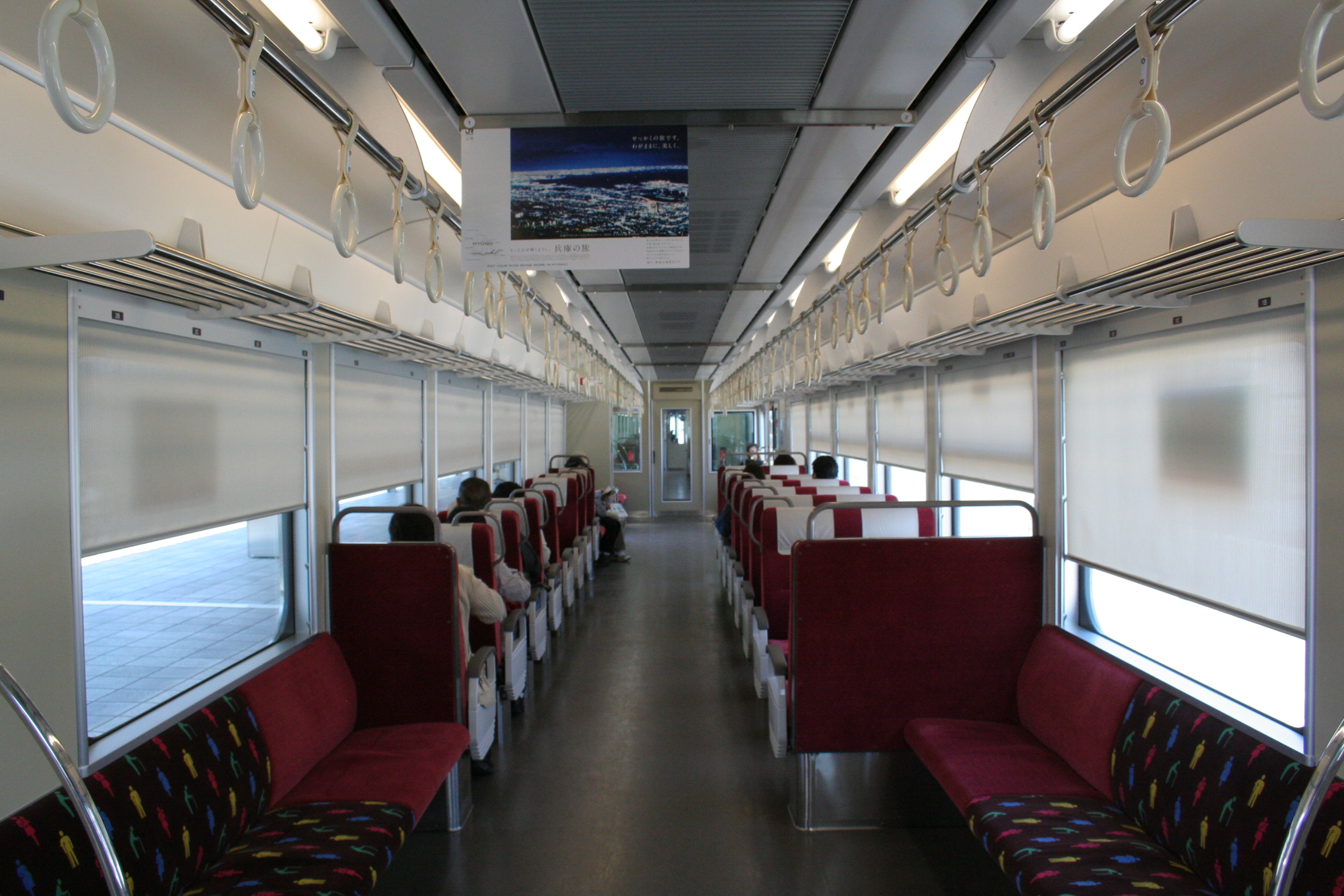
KiHa 127系内部
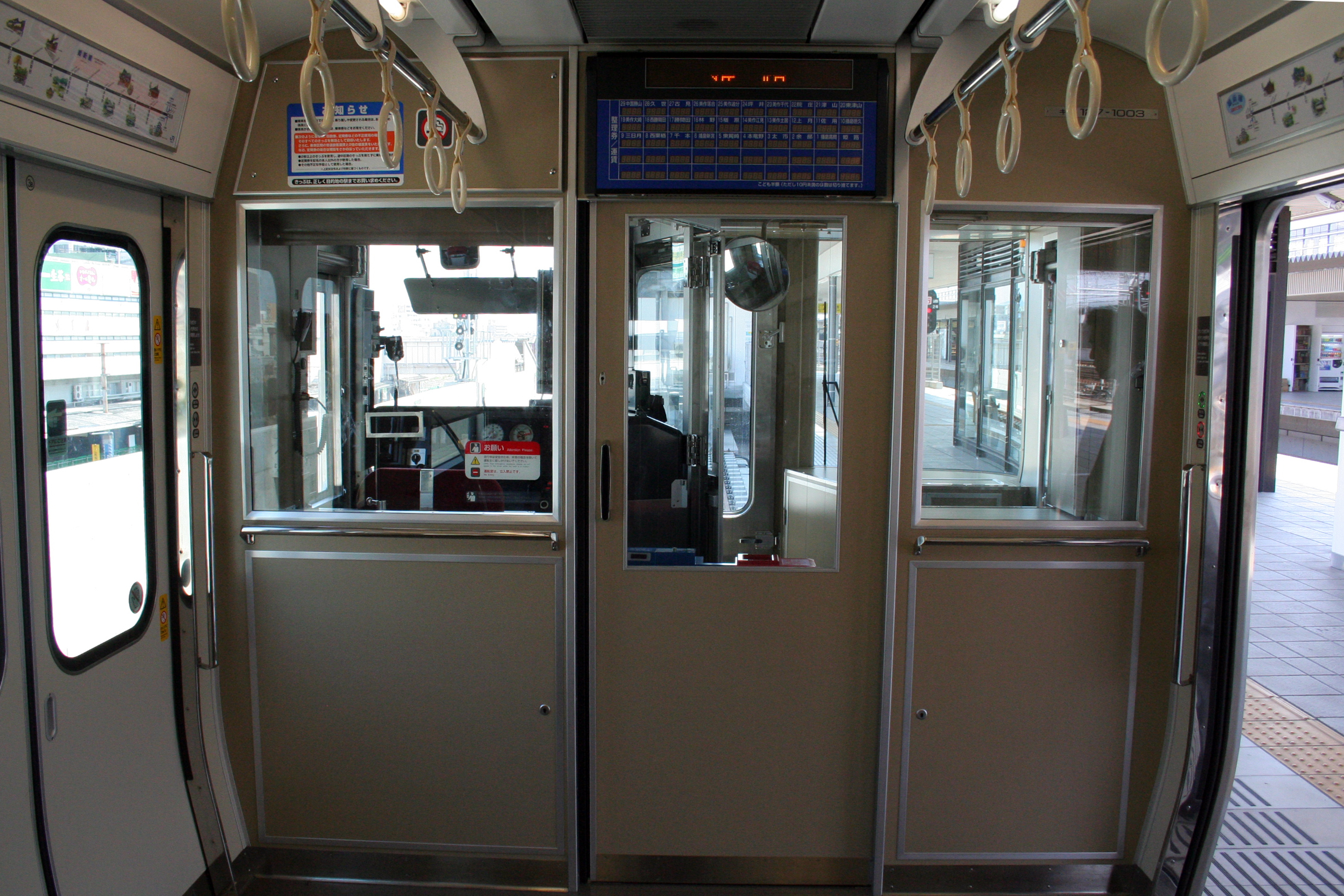
在車廂內向前方看KiHa 127系，可見駕駛員單人操作的LED票价板
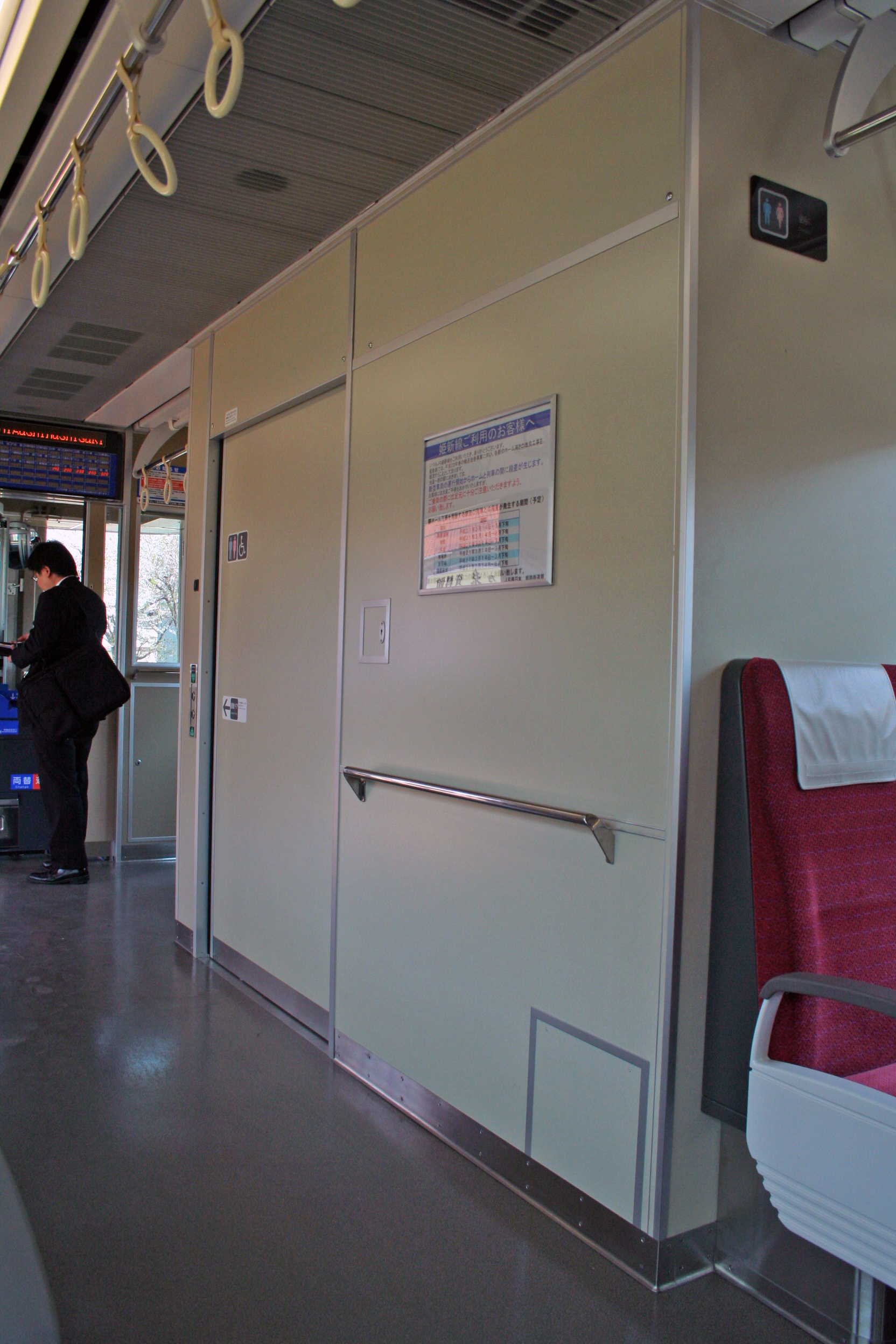
KiHa 127系的厕所

## 编組

### 122系（一組單節車）
122系列采用柴油引擎，小型锂离子电池（容量18千瓦小时）則用於驅動辅助机器。本型車有盥洗室。
| 指定           | cMc       |
| 编号           | KiHa122-0 |
| 重量(t)        | 40.5      |
| 載客量 总/座位 | 113/33    |

### 127系（一組兩節車）
KiHa 127-0型有盥洗室。
| 指定           | Mc1       | Mc2          |
| 编号           | KiHa127-0 | KiHa127-1000 |
| 重量(t)        | 38.5      | 37.5         |
| 載客量 总/座位 | 130/41    | 138/51       |

## 越後心跳鐵道ET122型
- ET122型 ，自2015年3月起在第三鐵道越后心跳铁道日本海翡翠線使用的单節柴油客車，共8輛。

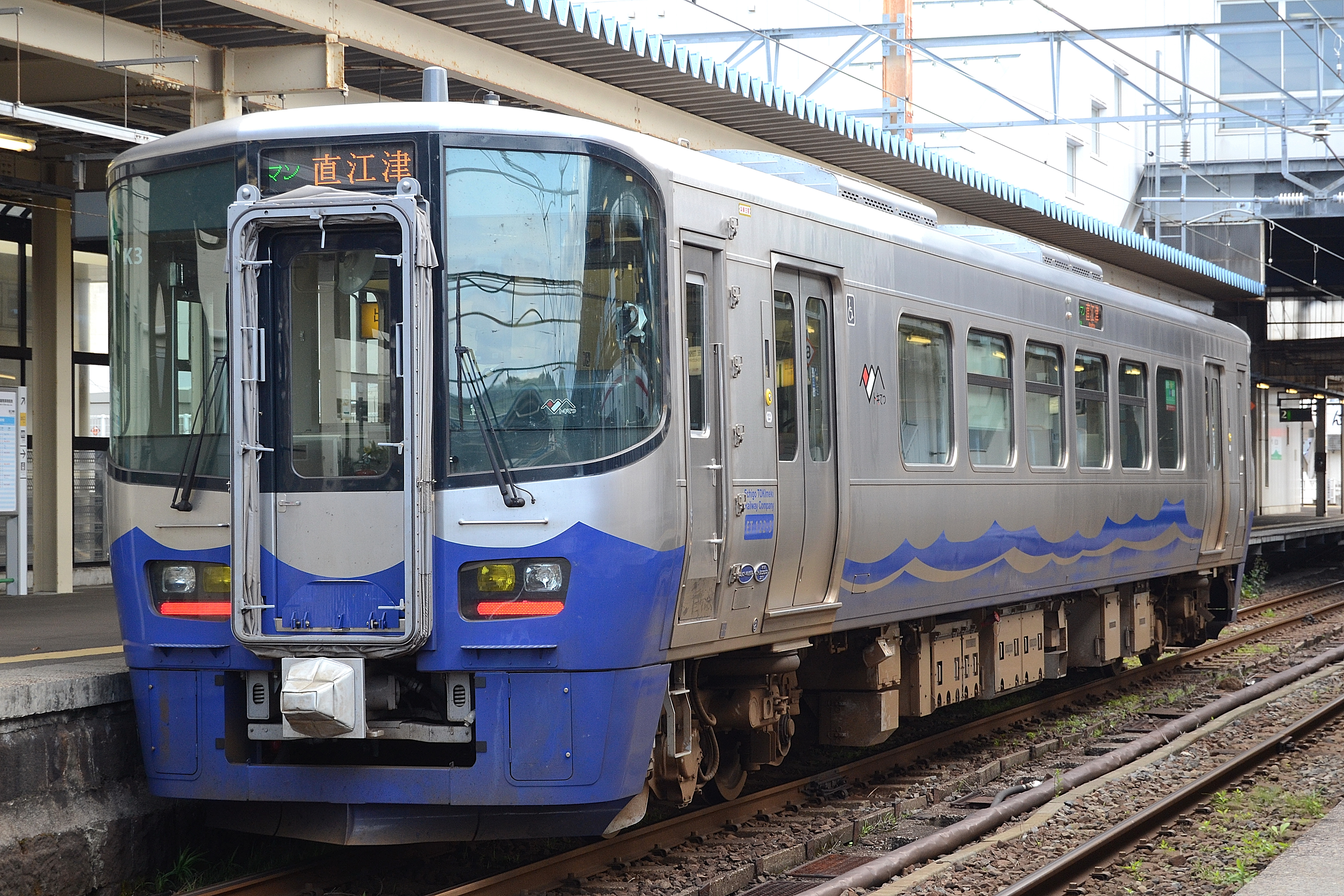
ET122型基本塗裝，直江津站）
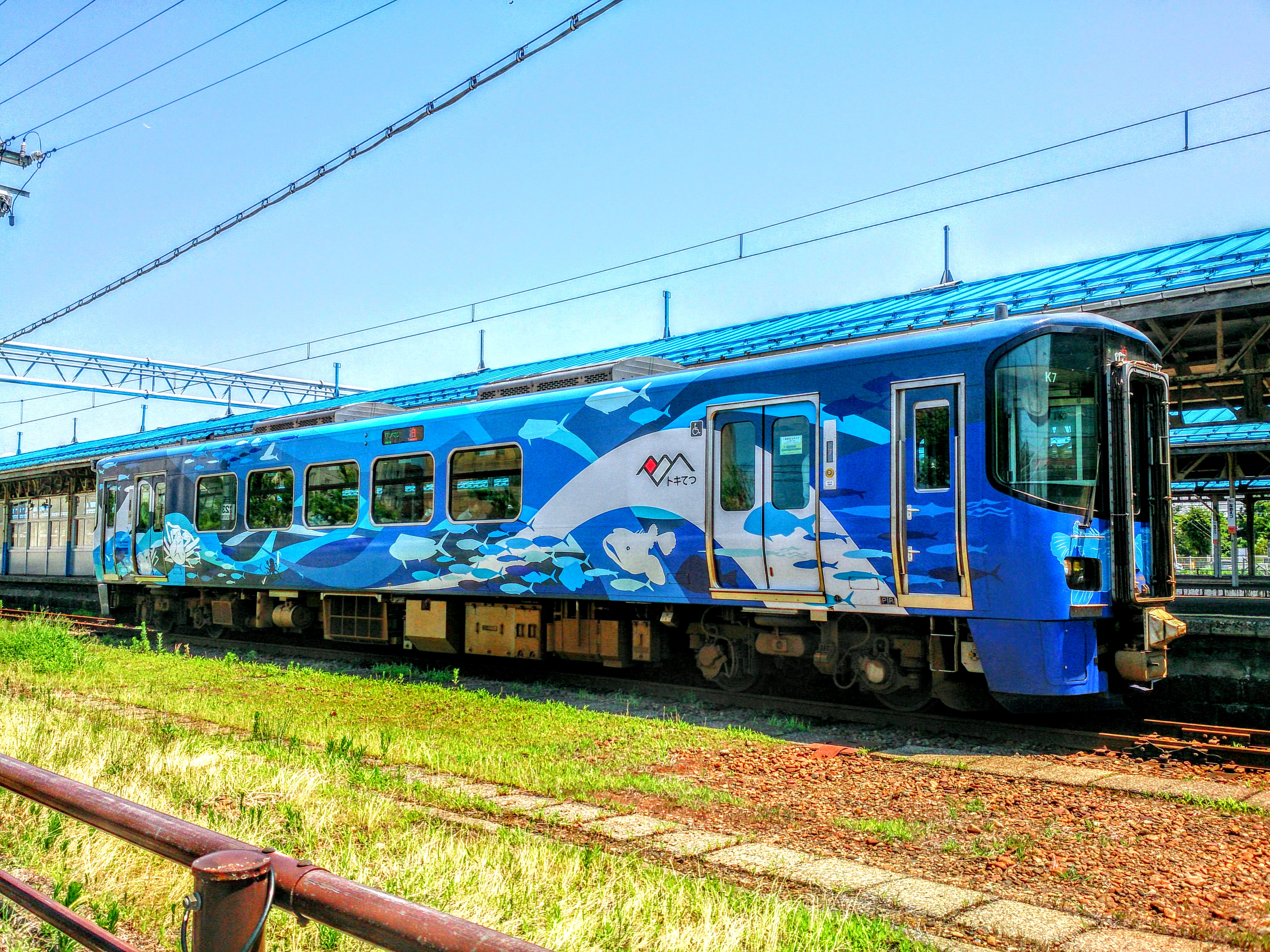
使用「NIHONKAI STREAM」塗裝的ET122-7（已改裝電氣連結器，直江津站）
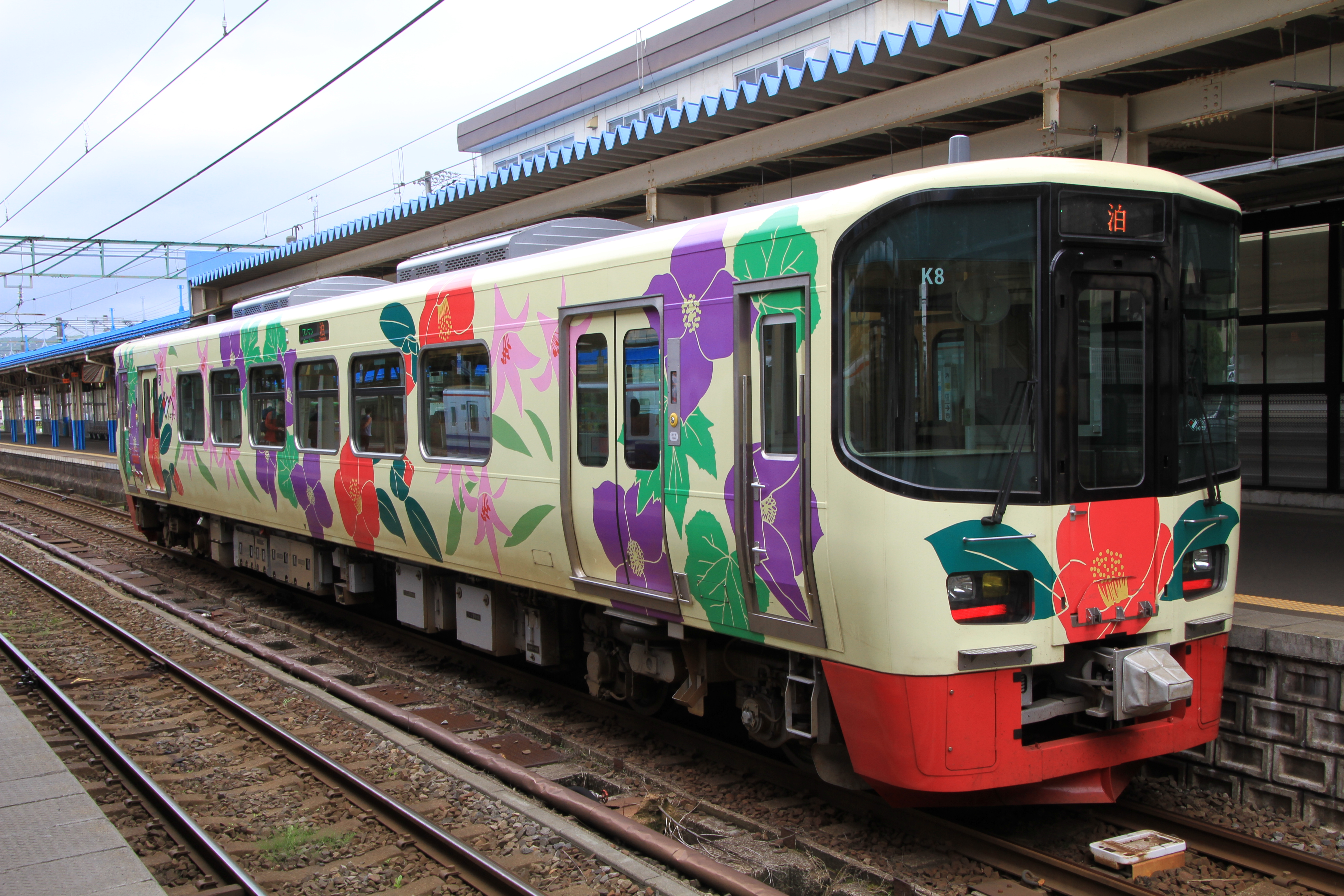
使用「3 CITIES FLOWERS」塗裝的ET122-8，直江津站）

| 車號.      | 承造廠商      | 交車日         | 備註                    |
| ---------- | ------------- | -------------- | ----------------------- |
| ET122-1    | 新潟運輸系統  | 2014年10月20日 | 標準塗裝                |
| ET122-2    | 新潟運輸系統  | 2014年10月20日 | 標準塗裝                |
| ET122-3    | 新潟運輸系統  | 2015年3月3日   | 標準塗裝                |
| ET122-4    | 新潟運輸系統  | 2015年1月19日  | 標準塗裝                |
| ET122-5    | 新潟運輸系統  | 2015年1月19日  | 標準塗裝                |
| ET122-6    | 新潟運輸系統s | 2015年1月19日  | 標準塗裝                |
| ET122-7    | 新潟運輸系統  | 2015年1月19日  | "Nihonkai Stream" 塗裝  |
| ET122-8    | 新潟運輸系統  | 2015年1月19日  | "3 Cities Flowers" 塗裝 |
| ET122-1001 | 新潟運輸系統  | 2016年3月      | 雪月花特別列車          |
| ET122-1002 | 新潟運輸系統  | 2016年3月      | 雪月花特別列車          |